# Нінове
Нінове (нід. вимова: [ˈninoːvə] ( прослухати)) — місто та муніципалітет у фламандській провінції Східна Фландрія в Бельгії. Розташоване на річці Дендер і є частиною Дендерстріку. Муніципалітет включає власне місто Нінове та від 1976 року об'єднання міст Аппельтер-Айхем, Аспелар, Дендервіндеке, Ліферінге, Мербеке, Нендергассельт, Нейгем, Окегем, Овтер, Поларе і Вурде. На 1 січня 2023 року в Нінове проживало 40 090 осіб. Загальна площа 72,57 км2, що дає густоту населення 553 мешканців на км2.

## Історія

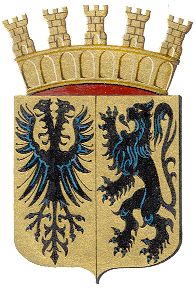
Старовинний герб Нінове з мурованою короною

Найдавнішу версію назви — Неоніфус (Neonifus) — датовано IX століттям. Пізніше місто мало назви Нінів (Ninive) і Нінев (Nineve). Сучасна версія назви міста походить із XIV століття. Походження назви невідоме. Існує дві теорії походження. За однією ім'я має римське походження, за іншою — франкське. Однак значення назви відоме. Ninove означає «nieuw weiland», тобто, «нове пасовище».
Під час римського правління Нінове було невеликим поселенням, розташованим у нинішньому «Недервейку» (Nederwijk). З приходом франків у IV столітті поселення розрослося до невеликого сільськогосподарського містечка. Територія, на якій розташоване Нінове, від 843 року входила до складу Священної Римської імперії. У XI столітті цю територію завоював графом Фландрії Балдуїн V, і всі землі між річками Шельда і Дендер стали частиною Фландрії.
Від XI століття середньовічний каструм перетворили на укріплений замок. Завдяки розташуванню на торговому шляху між Фландрією та Брабантом, містечко процвітало і перетворилося на місто. 1137 року норбертинські ченці з абатства Парк заснували абатство Святого Корнелія (абатство Богоматері та святих Корнелія і Кипріяна), що примикає до міста (див. нижче). 1295 року місто та землі купив граф Фландрії Гвідо Дамп'єр. 1339 року його онук Генріх нагородив містечко грамотою міста.
XV—XVII століття були складним часам для міста, оскільки регіон уразили війна, релігійні та політичні чвари. 1578 року, під час Реформації, абатство розграбували французи. 1658 року Нінове окупувала французька армія. Після Піренейського договору французи повернули цю територію Іспанії, але вона неодноразово переходила з рук у руки під час війн Людовика XIV і Людовика XV.
У XVII столітті Нінове постраждало від контрибуцій, які наклали на нього воюючі сторони, і місто зіткнулося з великою економічною кризою, оскільки його суконна промисловість занепала. 1796 року, після приєднання Фландрії до Франції, французи закрили велике абатство. Під час кампанії Ватерлоо 1815 року місто слугувало штабом кавалерії.
У XIX столітті в місті відбулась індустріалізація, а до Першої світової війни місто стало центром фламандської сірникової промисловості. Однак ця галузь втратила значення, і наприкінці 1970-х років закрилася остання сірникова фабрика.
Від 1973 до 2011 року в селищі Мербеке фінішувала велогонка Тур Фландрії.
Населення Нінове неухильно зростає, і місто стало привабливим центром для комерційної, розважальної та економічної діяльності. Щороку в березні тут проходить популярна виставка Volkswagen, орієнтована на автомобілі з повітряним охолодженням, наприклад, Beetles, Camper-фургони, типи 3, 4 тощо. Відкриття торгового центру в центрі міста, нова спортивна та культурна інфраструктура, а також будівництво багатьох житлових багатоквартирних будинків зробили Нінове конкурентом для сусіднього Алста й ідеальним місцем проживання для тих, хто працює в сусідньому Брюсселі.

### Премонстрантське абатство

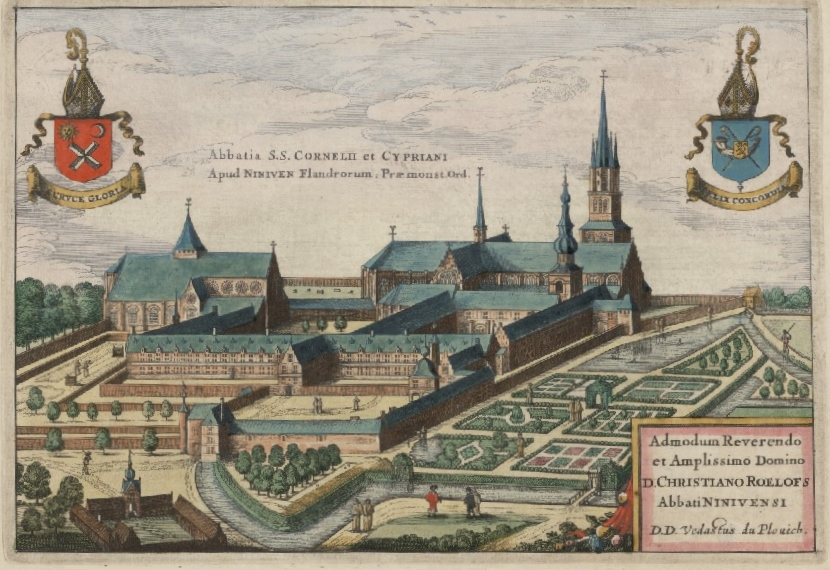
Абатство Святого Корнелія

1137 року премонстрантський абат абатства Парк заснував абатство святих Корнелія і Кіпріяна. Ченці оселилися на необроблених землях поблизу міста на березі річки Дендер, які їм запропонував володар Нінове. Громада продовжувала зростати, і її фінансове становище незабаром дозволило їй зайняти сусідні парафії. Брати-миряни взялися за роботу в господарстві. Завдяки великій земельній власності абатство незабаром стало одним із найбільших виробників зерна у Фландрії. Через політичні негаразди та наслідки французьких релігійних воєн для Південних Нідерландів XVI і XVII століття були важкими часами. XVIII століття принесло період спокою і процвітання. Усі будівлі абатства реконструйовано за планами гентського архітектора, якого порадив Лоран-Бенуа Дюез. Абатство ліквідовано 1796 року під час Французької революції. Громада абатства змогла викупити його, але цей процес тривав до 1822 року. Багато будівель у першій половині XIX століття зруйновано. 1813 році церква абатства стала парафіяльною церквою Успіння Пресвятої Богородиці.

## Міська політика

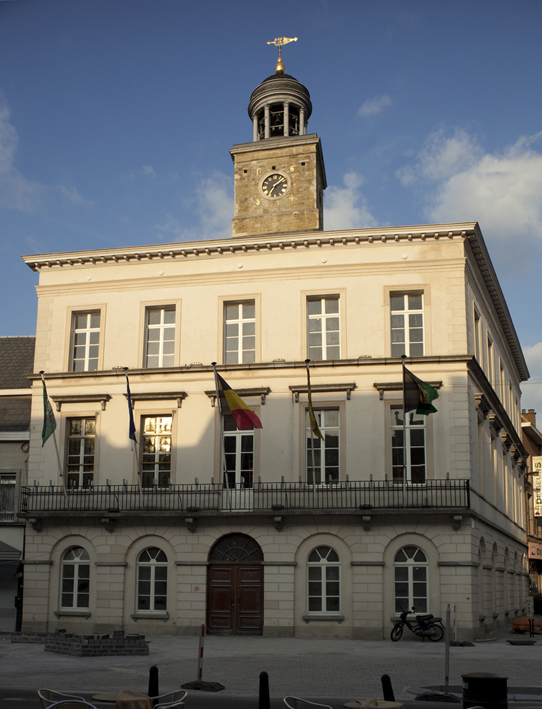
Стара ратуша Нінове

Від 1 листопада 2015 року мером Нінове стала Таня Де Йонге (Відкриті ФЛД). Наразі[коли?] міська рада нараховує 33 депутати в такому складі:
- Відкриті ФЛД — 9 місць
- Forza Ninove (Фламандський інтерес) — 15 місць
- Samen (СП-інші — Зелені! — ХД і Ф) — 7 місць
- НФА — 2 місця

### 2001—2007 роки
Християнські демократи і фламандці та Новий фламандський альянс об'єдналися на виборах 2000 року та сформували коаліцію з ФЛД. Завдяки збільшенню чисельності населення та подоланню порогу в 35 000 жителів, на виборах до громади, які відбулися в неділю, 8 жовтня 2006 року, кількість членів ради зросла від 31 до 33.
Вибори дозволили ФЛД зберегти свої 12 місць, ХД і додати місце, і зайняти загалом 8, ФІ подвоїти свої місця й отримати загалом 8; соціалістична партія PRO Ninove втратила місце й отримала загалом 4, а Зелені! зайняли єдине місце. Коаліцію між ФЛД та ХД і Ф було відновлено, але без НФА.

### 2007—2012 роки
Під час виборів ради OCMW 2 січня 2007 року один член фракції ФЛД проголосував за кандидата від ФІ, внаслідок чого ФЛД втратила 1 місце. Місцеве відділення ФЛД провело розслідування й оголосило, що вони підозрюють у цьому шепенку Марієтт Де Смет. Де Смет оголосила, що покине ФЛД, але залишиться в раді мера та олдерменів як незалежна. Колеги за радою позбавили її всіх обов'язків, але через кілька місяців вона повернула деякі з них. 9 січня 2008 року Де Смет, колега з ФЛД шепен Корейн та ще один член міської ради від ФЛД оголосили, що приєднуються до партії ЛПД, залишивши ФЛД-ХД і Ф із крихкою більшістю в одне місце в міській раді. Однак олдермен ЛПД вирішив залишитися в більшості, що створило крихку коаліцію. 5 травня 2009 року член ради ФІ перейшов до ЛПД. 2009 року мер Люк Дюрант оголосив, що йде у відставку за станом здоров'я. У вересні його змінив Мішель Кастер. 2010 року ще один член ради вийшов з партії і став незалежним. У січні 2011 року Марієтт де Смет оголосила, що приєднається до списку провідних чартелів ФІ «Forza Ninove» та залишила ЛПД. Потім її колеги-олдермени знову позбавили її обов'язків. 27 липня 2011 року Де Смет убито внаслідок убивства-самогубства, яке вчинив друг її чоловіка. Її замінив на посаді олдермана член ФЛД. 2012 року місцевий осередок ЛПД розпався, а його члени приєдналися до Forza Ninove або НФА.

### 2013—2018 роки
На муніципальних виборах 14 жовтня 2012 року правляча коаліція ФЛД-ХД і V-ЛПД зазнала поразки на виборах: ФЛД (9) втратила три, а ХД і Ф (4) втратила чотири місця. ФІ під назвою картелю Forza Ninove виграла місце, що дало їм загалом 9 місць. Соціалістична партія СП-інші та Партія зелених створили картель і отримали шість місць. НФА отримала 5 місць.
Після провалу переговорів між Відкритими ФЛД, СП-інші-Зелені! і НФА, коаліцію між Відкритими ФЛД і ХД і Ф було відновлено, але розширено СП-інші-Зелені!. НФА, яка заявила про порушення на виборах з боку ХД і Ф і Forza Ninove, подала та виграла адміністративну апеляцію. Ця постанова скасувала результати виборів і наказала провести нові вибори. Відкриті ФЛД, ХД і Ф та СП-інші-Зелені! оскаржили це рішення до Державної ради, яка в лютому 2013 року скасувала попереднє рішення та відновила результати виборів. 25 лютого 2013 року відбулося урочиста інавгурація нової міської ради та олдерменів. 1 листопада 2015 року мер Кастер пішов у відставку, і його замінила Таня Де Йонге.

### 2019–сучасність
На муніципальних виборах 14 жовтня 2018 року Forza Ninove здобула переконливу перемогу, набравши 40 % голосів, отримавши 15 місць (+6). Відкриті ФЛД зберегла свої 9 місць, SAMEN (картель соціалістів, зелених і християн-демократів) отримав 7 місць. НФА отримала 2 місця (−3). Forza не змогла сформувати коаліцію більшості, і зрештою Відкриті ФЛД і SAMEN об'єдналися з одним радником від НФА, який засідає як незалежний, щоб сформувати більшість.

### Список мерів
- 1802–1814 – Ґерард Ґерманес (Geeraard Germanes)
- 1815–1824 – Л. Ван Іперселе
- 1825–1830 – Йозеф Кулз (Joseph Cools)
- 1831–1854 – Карел Ван Іперселе (Karel Van Ypersele)
- 1855–1863 – Віктор Ван Овденгов (Victor Van Oudenhove)
- 1864–1869 – Едмонд де Дейн (Edmond De Deyn)
- 1870–1871 – Пітер Сотенс (Pieter Soetens)
- 1872–1894 – Август Де Куман (August De Cooman)
- 1895–1911 – Едмонд де Дейн
- 1912 – Віктор Ван Імпе (Victor Van Impe)
- 1913–1940 – Клемент Бен (Clément Behn)
- 1941–1944 – Карел Дортант (Karel Dortant)
- 1945 – Клемент Бен
- 1946–1954 – Омер Ван Трімпонт (Omer Van Trimpont; BSP)
- 1955–1976 – Еміель Майло (Emiel Milo; BSP)
- 1977–1994 – Етьєн Косінс (Etienne Cosyns; CL – Centrumlijst)
- 1995–2000 – Луї Волтнієл (Louis Waltniel; Banier)
- 2001–2009 – Люк Дюрант (Luc Durant; VLD)
- 2009–2015 – Мішель Кастер (Michel Casteur; Open VLD)
- 2015–current – Таня Де Йонге (Tania De Jonge; Open VLD)

## Прізвиська

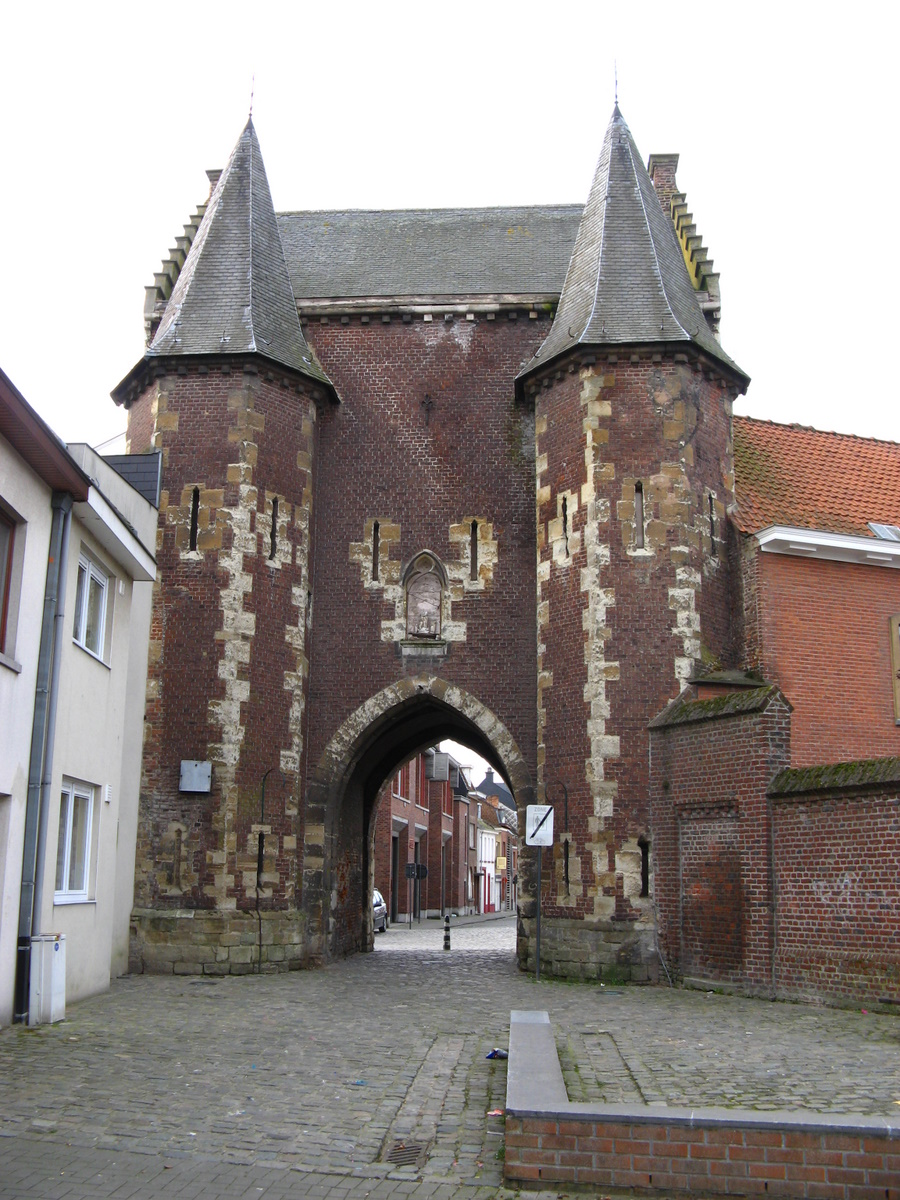
Міська брама Коепорт

Протягом віків мешканцям Нінового давали різні прізвиська на знак пошану або як насмішку.

### Морквяні людиабоМорква
Мешканці отримали титул «wortelmannen» або «wortels» (з голландської — морквяні люди або морква) через подію, що відбулася в Середньовіччі. Під час суперечки з сусіднім містом Алст його жителі вирішили взяти в облогу Нінове. Мешканці Нінове до нападу виявилися непідготовленими. У метушні не вдалося знайти ключа, щоб зачинити міську браму. Як засувку до воріт використали морквину. Осел, який проходив повз, побачив морквину і з'їв її, залишивши міську браму незачиненою, а ополченцям з Алста вільний в'їзд до міста.

### Найдавніше, найсміливіше і наймудріше з міст
Антоніус Сандерс назвав Нінове найдавнішим, найсміливішим і наймудрішим із міст. Сандерс написав у своїй Flandria Illustrata:
|  | "Ninive quattor habet portas. Hae portae, quamvis possint, vix umquam clauduntur: unde vulgari loco Ninove dicitur antiquissima, audaccissima, sapientissima". |

Нінове називали найдавнішим через схожість його назви з давньоассирійським містом Ніневією, найсміливішим, оскільки воно чекало на ворога з відкритими воротами, і наймудрішим, тому що в місті не було ні блазня, ні міського дурня, якщо потрібен був блазень, його позичали в сусідньому місті.

## Відомі люди

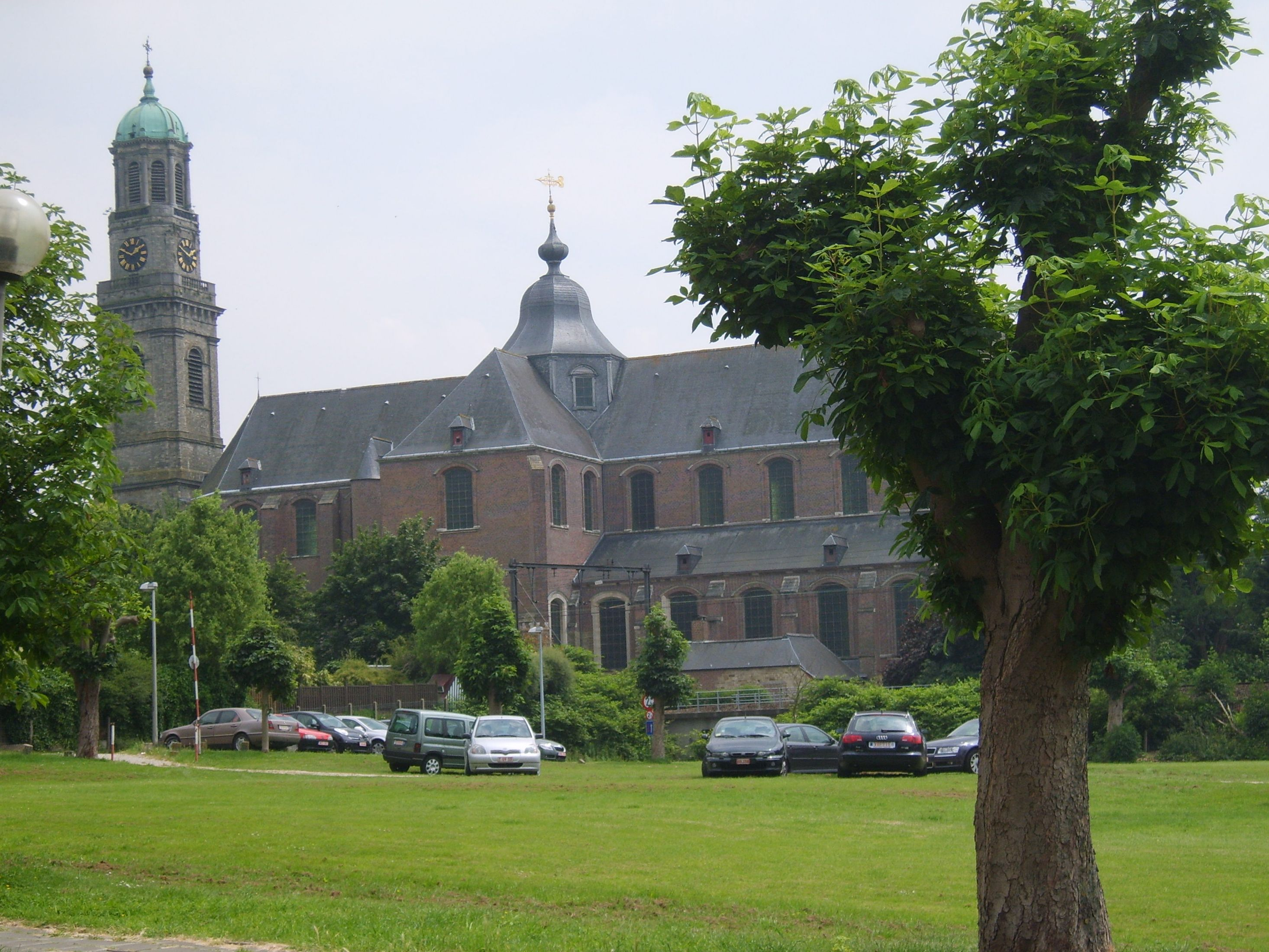
Церква абатства Нінове

- Ян де Спаутер[en] (бл. 1480—1520) — фламандський гуманіст
- Антоні Шунянс (1655—1726) — художник
- Франс Гемерійкс[en] (1902—1969) — лікар, працював серед прокажених у Бельгійському Конго та Індії
- Луї Волтнієл[en] (1925—2001) — ліберальний політик і промисловець
- Віллі Роггеман[en] (нар. 1934) — письменник і джазовий музикант
- Руді де Леу[nl] (1953 р.н.) — голова ЗФПБ[en]
- Йоган Евенеполь[nl] (нар. 1965), бельгійський композитор

### Спорт
- Ромен Гійсселс[en] (1907—1978) — професійний шосейний велогонщик
- Веслі Сонк (нар. 1978) — колишній футболіст збірної Бельгії
- Ґерт Де Вос[en] (нар. 1981) — бельгійський гравець у дартс, який виступає за Британську організацію дартсу[6]
- Кевін ван дер Перрен (нар. 1982) — ковзаняр, 9-й на зимових Олімпійських іграх 2006 року
- Лоранс де Плюс[en] (нар. 1995) — професійний шосейний велогонщик